# Jarosław Krajka
Jarosław Krajka – polski językoznawca, dr hab. nauk humanistycznych, profesor nadzwyczajny Katedry Anglistyki Wydziału Nauk Humanistycznych i Społecznych SWPS Uniwersytetu Humanistycznospołecznego z siedzibą w Warszawie.

## Życiorys
W 1999 ukończył studia w zakresie filologii angielskiej na Uniwersytecie Marii Curie-Skłodowskiej w Lublinie, natomiast 26 września 2002 obronił pracę doktorską Internet jako podręcznik w nauczaniu języka angielskiego', 14 listopada 2011 habilitował się na podstawie pracy zatytułowanej Nauczyciel języka obcego w cyfrowym świecie - w stronę systemowego podejścia do kształcenia nauczycieli.
Objął funkcję adiunkta w Instytucie Neofilologii na Wydziale Humanistycznym Uniwersytetu Marii Curie-Skłodowskiej, oraz profesora nadzwyczajnego Katedry Anglistyki na Wydziale Nauk Humanistycznych i Społecznych SWPS Uniwersytetu Humanistycznospołecznego z siedzibą w Warszawie.

## Publikacje
- 2006: ICT in the Foreign Philology Currisulum - Towards a Systematic Approach to E-Teacher-Training[1]
- 2007: Online Lexicological Tools in ESP – Towards an Approach to Strategy Training[1]
- 2007: English Language Teaching in the Internet-Assisted Environment[1]
- 2012: The Language Teacher in the Digital Age – Towards a Systematic Approach to Digital Teacher Development[1]